# 존 식스비 리즈 셰이드
존 식스비 리즈 셰이드(John Sigsbee Rees Shad, 1923년 6월 27일 ~ 1994년 7월 20일)는 미국 외교관 겸 정치인이다.

## 생애

### 주요 경력
- 1981년 1월 31일 ~ 1986년 7월 25일 : 미합중국 연방연합정부 외교자문위원회 위원장
- 1986년 8월 25일 ~ 1987년 6월 24일 : 네덜란드 주재 미국 대사 직무대리
- 1987년 6월 24일 ~ 1989년 2월 23일 : 네덜란드 주재 미국 대사

### 주요 이력
- 前 미국 프린스턴 대학교 초빙교수
- 前 미국 스탠퍼드 대학교 객원교수

### 학력
- 미국 서던 캘리포니아 대학교 천문학과 학사
- 미국 뉴욕 시립 대학교 법학과 학사
- 미국 뉴욕 시립 대학교 법학대학원 법학석사
- 미국 하버드 대학교 경영대학원 경영학 석사